# Stefano Lilipaly
Stefano Lilipaly (10 de enero de 1990) es un futbolista indonesio que juega como centrocampista en el Dewa United Banten F. C. de la Liga 1 de Indonesia.
Stefano Lilipaly jugó 13 veces y marcó 2 goles para la selección de fútbol de Indonesia.

## Trayectoria

### Clubes
| Club                              | País         | Año       |
| --------------------------------- | ------------ | --------- |
| F. C. Utrecht                     | Países Bajos | 2010-2012 |
| Almere City                       | Países Bajos | 2012-2014 |
| Consadole Sapporo                 | Japón        | 2014      |
| Persija Jakarta                   | Indonesia    | 2014-2015 |
| SC Telstar Velsen                 | Países Bajos | 2015-2017 |
| Cambuur Leeuwarden                | Países Bajos | 2017      |
| Bali United F. C.                 | Indonesia    | 2017-2022 |
| Borneo F. C.                      | Indonesia    | 2022-     |
| Dewa United Banten F. C. (cedido) | Indonesia    | 2025-     |

### Selección nacional
| Selección | País      | Año   |
| --------- | --------- | ----- |
| Absoluta  | Indonesia | 2013- |

## Estadística de equipo nacional
| Selección de fútbol de Indonesia | Selección de fútbol de Indonesia | Selección de fútbol de Indonesia |
| Año                              | Part.                            | Goles                            |
| -------------------------------- | -------------------------------- | -------------------------------- |
| 2013                             | 1                                | 0                                |
| 2014                             | 0                                | 0                                |
| 2015                             | 0                                | 0                                |
| 2016                             | 8                                | 2                                |
| 2017                             | 2                                | 0                                |
| 2018                             | 2                                | 0                                |
| Total                            | 13                               | 2                                |